# Ляпково
Ля́пково (рос. Ляпково) — присілок у складі Лузького району Кіровської області, Росія. Входить до складу Лальського міського поселення.
Населення становить 9 осіб (2010, 7 у 2002).
Національний склад станом на 2002 рік — росіяни 100 %.